# Benet (Alagnon)
Pour les articles homonymes, voir Benet (homonymie).
Le Benet est un ruisseau français qui coule dans le département du Cantal. Il prend sa source dans les monts du Cantal et se jette dans l’Alagnon en rive droite. C’est donc un sous-affluent de l’Allier puis de la Loire.

## Communes traversées
D'amont en aval, le ruisseau traverse les communes suivantes, toutes situées dans le département du Cantal.
- Albepierre-Bredons
- Murat